# ADF-GLS検定
ADF-GLS検定（ADF-GLSけんてい、英: ADF-GLS test、もしくはDF-GLS検定）とは、統計学と計量経済学において、経済時系列標本における単位根についての仮説検定である。ADF-GLS検定はGraham Elliott, Thomas J. Rothenberg, James H. Stock (ERS) により1992年に拡張ディッキー–フラー検定（ADF検定）のバージョンとして導入された。
単位根検定は自己回帰モデルを用いて時系列が非定常かどうかを決定する。定数項もしくは線形トレンドとして含まれる系列の非確率的な部分について、ERSは単位根を調べるための漸近的に最適な点となる検定を開発した。この検定手続きは他の既存の単位根検定と比べ検出力の点で上回る。ADF-GLS検定は効率的に系列の非確率的パラメーターを推定する為に局所的にデータ系列をデトレンド（平均を引く）し、通常のADF単位根検定を行うために変換されたデータを用いる。この手続きは平均と線形トレンドを非定常な領域からそうは離れていない系列から除去するのに役立つ
。

## 説明
単純な時系列モデル {\displaystyle y_{t}=d_{t}+u_{t},\,u_{t}=\rho u_{t-1}+e_{t}\,} を考えよう。ここで {\displaystyle d_{t}\,} は {\displaystyle y_{t}\,} の非確率的な部分で {\displaystyle u_{t}\,} は {\displaystyle y_{t}\,} の確率的な部分である。{\displaystyle \rho \,} の真の値が1に近い時、{\displaystyle y_{t}\,} は非定常に近いため、モデルの推定、つまり {\displaystyle d_{t}\,} の推定には効率性の問題が発生する。この設定の下で、所与の時系列の定常性の側面についての検定はまた一般的な統計的問題の影響下にあるだろう。このような問題を克服するために、ERSは局所的に時系列の差分を取ることを提案した。
自己回帰パラメーターの1への近さが {\displaystyle \rho =1-{\frac {c}{T}}\,} としてモデル化されている場合を考えよう。ここで {\displaystyle T\,} は観測値の個数である。今、 {\displaystyle 1-{\frac {\bar {c}}{T}}L\,} を用いて（ {\displaystyle L\,} は標準的なラグオペレーター）、系列のフィルタリングを考える。つまり、{\displaystyle {\bar {y}}_{t}=y_{t}-({\bar {c}}/T)y_{t-1}\,} とする。拡張ディッキー–フラー検定を用いた {\displaystyle y_{t}\,} の定常的側面への検定の際、ERSが示したように、{\displaystyle {\bar {y}}_{t}\,} という変換を施すことで検出力が上がる。これは対立仮説が {\displaystyle \rho =1-c/T,\,c={\bar {c}}\,} として特徴づけられた時、検出力が50%となるような検定の方法として {\displaystyle {\bar {c}}\,} が設定された際の点最適検定となる。{\displaystyle d_{t}\,} の特定化に依存して {\displaystyle {\bar {c}}\,} は異なる値を取り得る。